# Сума Чакрабарті
Сума Чакрабарті (англ. Suma Chakrabarti; нар. 1959, Західна Бенгалія, Індія) — 6-й Президент Європейського банку реконструкції та розвитку (ЄБРР). Рада керуючих Банку обрала його на посаду Президента ЄБРР на чотирирічний термін (з 3 липня 2012), а в травні 2016 переобрала на другий чотирирічний термін. На цій посаді він змінив Томаса Мірова, який займав її з 2008.

## Освіта
Закінчивши Оксфордський університет за спеціальностями «політика», «філософія» й «економіка», отримав потім ступінь магістра за спеціальністю «економіка розвитку» в Університеті Суссексу. Йому також присвоєно почесний ступінь доктора наук університетами Суссексу та Східної Англії.

## Кар'єра
Володіє великим досвідом у питаннях економіки та політики міжнародного розвитку, а також у розробці та проведенні масштабних реформ у системі державної служби.
Його попередня посада — постійний секретар Міністерства юстиції Великої Британії, яка є найвищою в державній службі даного відомства. До цього, починаючи з 2002, очолював Департамент міжнародного розвитку Великої Британії — колишнє Управління розвитку зарубіжних країн (ОДА), — де він тісно взаємодіяв з країнами Східної Європи, колишнього СРСР, Близького Сходу та Північної Африки, чия економіка переживала період корінних перетворень. Широку популярність здобула та ключова роль, яку він зіграв в успішному розвитку Фонду «ноу-хау» для Центральної та Східної Європи. У взаємодії з Європейською комісією працював над вдосконаленням її програм для країн Близького Сходу та Північної Африки.
Наприкінці 1990-х працював у Скарбниці Її Величності (Міністерстві фінансів Великої Британії), де він відповідав за питання державного бюджету, а на початку 2000-х — в апараті Кабінету міністрів, де займався міжвідомчою координацією по стратегічних напрямах і згодом відповідав за формування порядку денного засідань уряду.
Схвально відзивався про керівника НБУ — Валерію Гонтарєву.